# São-Tomé-Ibis
Der São-Tomé-Ibis oder Zwergolivenibis (Bostrychia bocagei) ist eine seltene Vogelart aus der Familie der Ibisse und Löffler. Er ist endemisch auf São Tomé. Bis 1993 galt das Taxon als Unterart des Olivenibisses (Bostrychia olivacea).

## Beschreibung
Der São-Tomé-Ibis erreicht eine Größe von 60 bis 65 cm. Die Flügellänge beträgt 248 mm, die Schnabellänge 73 mm, die Lauflänge 52 mm und die Schwanzlänge 95 mm. Kopf und Körper der erwachsenen Vögel sind dunkelolivbraun. Mantel und Flügeldecken haben einen bronzegrünen Schimmer. Der Schnabel ist hellbraun mit einem hellroten Schnabelfirst. Um die Augen und an der Schnabelbasis ist ein dunkler Bereich. Der São-Tomé-Ibis ist überwiegend still, gelegentlich ist ein kàh-gàh kàh-gàh zu hören.

## Lebensraum und Lebensweise
Der São-Tomé-Ibis bewohnt Primärwälder unterhalb 450 m. Obwohl geeigneter Lebensraum auch in Höhenlagen bis 800 m vorhanden ist, wurde die Art in den letzten Jahren am häufigsten an der Grenze zwischen Primär- und Sekundärwäldern und gelegentlich in der Nähe von Palmplantagen beobachtet. Er geht auf Flachlandwaldböden in Gegenden mit wenig Unterholz auf Nahrungssuche, besonders dort, wo der Boden von Wildschweinen aufgewühlt wurde und in Sumpfgebieten, die an Wasserläufen grenzen. Seine Nahrung besteht aus wirbellosen Tieren, Schnecken und Nacktschnecken. Über seine Brutbiologie ist nur wenig bekannt. Zwei Nester wurden 1997 entdeckt. Die Vögel suchen nachts einen gemeinsamen Schlafbaum auf und können an ihrem Ruf identifiziert werden, wenn sie den Schlafplatz anfliegen oder verlassen.

## Status
Vor seiner Wiederentdeckung im Tal des Flusses, der nach Ana Chaves benannt wurde, im Jahre 1990 sind nur wenige Exemplare des São-Tomé-Ibisses bekannt geworden. Im Mai 1997 wurden zwei Paare, ein weiteres Individuum und zwei Nester im Becken der Flüsse Rios Ió Grande und Martim Mendes entdeckt. Weitere Exemplare wurden 2007 im Obó Natural Park bei Ribeira Peixe beobachtet. Aufgrund der wenigen Nachweise schätzt BirdLife International den Bestand auf 50 bis 250 Exemplare.
In der Vergangenheit mussten weite Bereich der Tieflandwälder Kakaoplantagen weichen. In Zukunft könnte die steigende Zahl von kleinen Farmen und die damit verbundene Rodung von Bäumen den Lebensraum des São-Tomé-Ibisses noch weiter einschränken, da der Straßenbau entlang der Ost- und Westküste zu den entlegenen Gebieten Sao Tomes immer mehr erhöht. Eine potentielle Gefährdung geht von invasiven Säugetieren wie Ratten, Monameerkatzen, Afrikanische Zibetkatzen und Wieseln aus. Die ernsthafteste Bedrohung stellt allerdings die Jagd dar. 1996/1997 wurden 16 Ibisse von Jägern erlegt und auch während der Forschungsarbeit im Jahre 2007 waren Jäger im Obó Natural Park anwesend.